# バート・ボル
バート・ボル（ドイツ語: Bad Boll、2007年まではボル）は、ドイツ連邦共和国バーデン＝ヴュルテンベルク州シュトゥットガルト行政管区のゲッピンゲン郡に属す町村（以下、本項では便宜上「町」と記述する）である。この町はレギオン・シュトゥットガルト（シュトゥットガルト地方、1992年まではネッカー川中流地域）およびシュトゥットガルト欧州大都市圏に含まれる。

## 地理

### 位置
バート・ボルはシュヴェービシェ・アルプの北縁に面し、ゲッピンゲンの南約 10 km に位置している。アイヒェルベルク、デュルナウ、グリュービンゲン、ツェル・ウンター・アイヒェルベルクと境を接している。バート・ボルの南東、グリュービンゲン町内にコルンベルク（海抜 779 m）がある。広さ 122 ha のトイフェルスロッホ＝カルテンヴァング自然保護区がバート・ボルとグリュービンゲンとにまたがってる。この町の南部は、ハイキングの目的地として人気の高地ボラー・ハイデである。

### 地学
バート・ボルはシュヴェービシェ・アルプの麓、前期ジュラ紀、特に Posidonienschiefer と呼ばれる地質上に位置している。ホルツマーデンとボルとの間の地域はジュラ紀の化石が豊富な地域である。たとえば魚竜の最初の化石は1749年にここで発見された。バート・ボルで発見された多くの化石は bollensis という名称がつけられている。その例はホルツマーデンのハウフ原始博物館やシュトゥットガルトのアム・レーヴェントーア博物館で見ることができる。この町は1979年にホルツマーデン化石産出保護区の一部となった。この町で高度が高い地域はジュラ紀中期の初め頃の地層である。
バート・ボル地区には健康に良い硫黄泉の水源がある。

### 自治体の構成
自治体バート・ボルは、バート・ボル地区とエックヴェルデン地区の2つの地区で構成されている。後者は1933年に合併した地区である。正式な名称は自治体名を先に書き、ハイフンでつないで地区名を記述する。首邑に融合している非公式な地区ゼーニンゲンも場合によって区別されることがある。町全体の名称は2007年5月31日まで「ボル」であった。バーデン＝ヴュルテンベルク州内閣の承認によりこの町は2007年6月1日に「バート・ボル」を公式の町名とした。
バート・ボルは、アイヒェルベルク、デュルナウ、ガンメルスハウゼン、ハッテンホーフェン、ツェル・ウンター・アイヒェルベルクとともに、1970年からラウム・バート・ボル自治体行政連合を形成している。

### 土地利用
| 用途                 | 面積 (ha) | 占有率 (%) |
| -------------------- | --------- | ---------- |
| 住宅地               | 89        | 8.1        |
| 商工業地             | 25        | 2.3        |
| レクリエーション用地 | 17        | 1.6        |
| その他市街地         | 30        | 2.7        |
| 交通用地             | 63        | 5.7        |
| 農業用地             | 500       | 45.7       |
| 森林                 | 357       | 32.6       |
| 水域                 | 5         | 0.5        |
| その他               | 9         | 0.8        |
| 合計                 | 1095      | 100        |

2022年現在の州統計局のデータに基づく。

## 歴史

### 18世紀以前

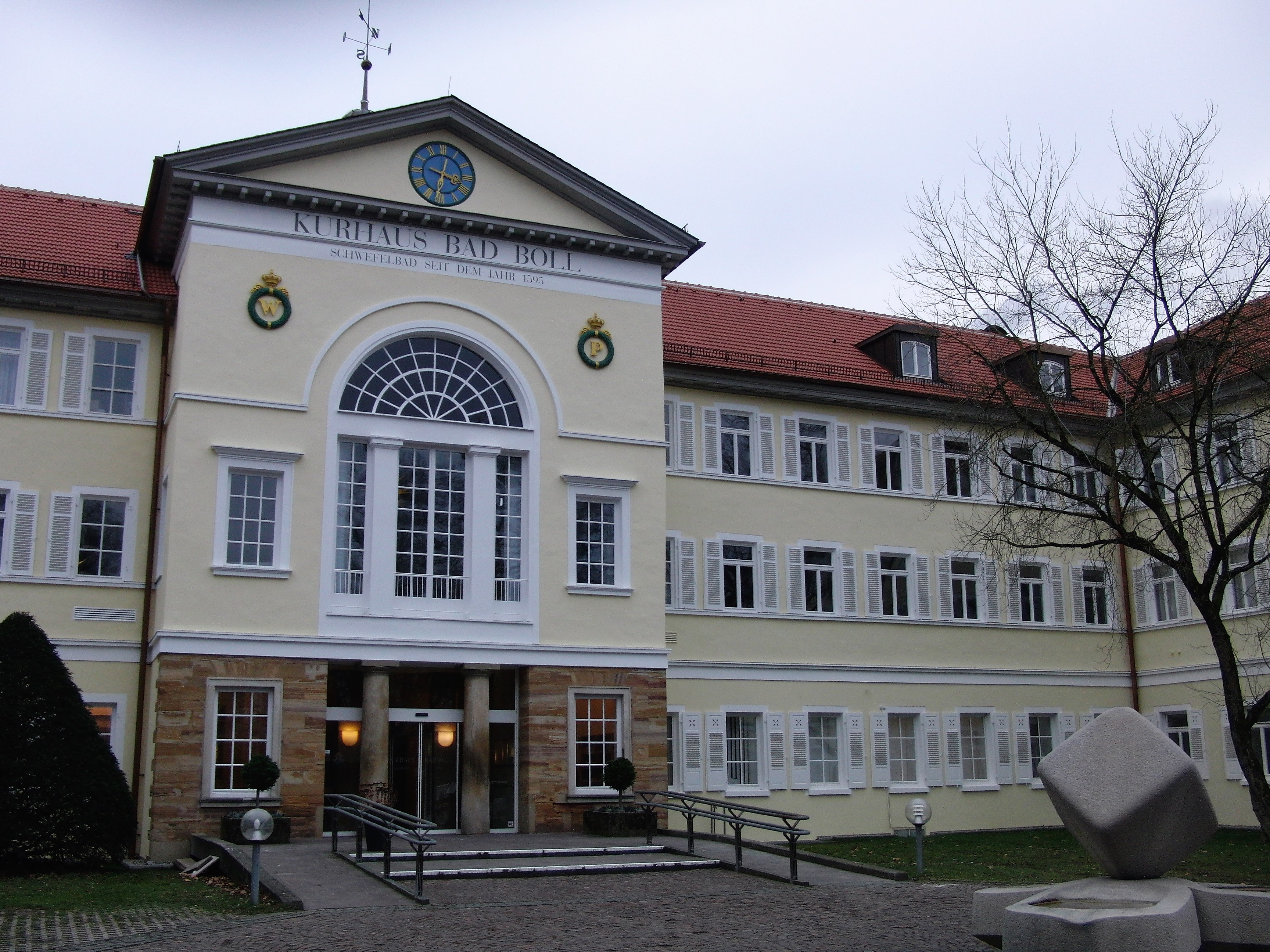
バート・ボルのクアハウス

このプロプスタイの最初の文献記録は皇帝フリードリヒ1世バルバロッサによって1155年になされた。
最初のヒトの痕跡は、コルンベルクのベルタブルク付近にあるケルト人入植時代（紀元前700年-紀元前200年）の施設跡（おそらく避難城砦であった）の形で遺されている。農場の形でのローマ人定住の痕跡はバート・ボル地区から出土した破片によって証明されている。3世紀のリーメス陥落後この地域にはアレマン人が定住し、現在のゼーニンゲン地区が形成された。
おそらく800年頃に最初の教会が建設された。その痕跡は、現在の修道院教会のクリプタとして見ることができる。ベルタブルクに隠居所を構えていたとされるベルタ・フォン・ボルが12世紀前半にプロプスタイを寄進し、1155年に記録された。これと関連して、古い教会の場所に聖キリアクス修道院教会が建設された。中世後期にシュヴァーベン大公が衰退した後、ボル周辺の領主権は当初テック公に集中した。しかし1321年以降はヴュルテンベルク伯が領主権と高級裁判権を行使した。土地所有権は、宗教改革まではボル修道院が保持したが、その後ヴュルテンベルクの所有となった。1332年からヴュルテンベルク伯ウルリヒ（1348年没）がこの地のシュティフツプロプスト（管長）として記録されている。

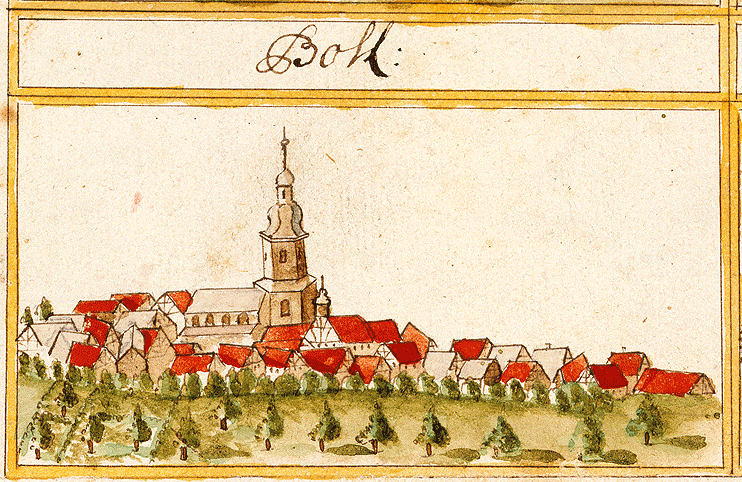
1683年にアンドレアス・キーザーの森林簿に描かれたボル

ヴュルテンベルク公ウルリヒは、1534年にその公領で宗教改革を行った。これ以後ボルでも福音主義が根付いた。この町はアムト・ゲッピンゲンに編入された。
1595年にバート・ボル地区で硫黄泉の源泉が発見された。1596年に現在のクアハウスの原型がハインリヒ・シックハルトによって建設された。

### 19世紀から20世紀
19世紀初めの新生ヴュルテンベルク王国の新たな行政機構においてボルはオーバーアムト・ゲッピンゲンの所属を維持された。
1823年から1825年にクアハウスが現在の形に改築された。
ナチ時代、1938年のヴュルテンベルクの郡域再編でこの町は新たに設けられたゲッピンゲン郡の所属となった。ボルは、1945年にアメリカ占領地区に創設されたヴュルテンベルク＝バーデン州に1952年まで属した。1945年にドイツで最初の教会アカデミーとしてバート・ボル福音主義アカデミーが創設された。1952年、この町は新設されたバーデン＝ヴュルテンベルク州の所属となった。

## 住民

### 人口推移
出典: 1970年以降のデータは、バーデン＝ヴュルテンベルク州統計局のデータによる。
| 時期           | 人口（人） |
| -------------- | ---------- |
| 1837年         | 1,461      |
| 1907年         | 1,364      |
| 1939年05月17日 | 1,529      |
| 1950年09月13日 | 2,426      |
| 1970年05月27日 | 3,692      |
| 1983年12月31日 | 4,286      |
| 1987年05月25日 | 4,161      |
| 1990年12月31日 | 4,803      |
| 1995年12月31日 | 5,093      |
| 2000年12月31日 | 5,149      |
| 2005年12月31日 | 5,270      |
| 2010年12月31日 | 5,205      |
| 2015年12月31日 | 5,110      |
| 2020年12月31日 | 5,223      |

### 宗教

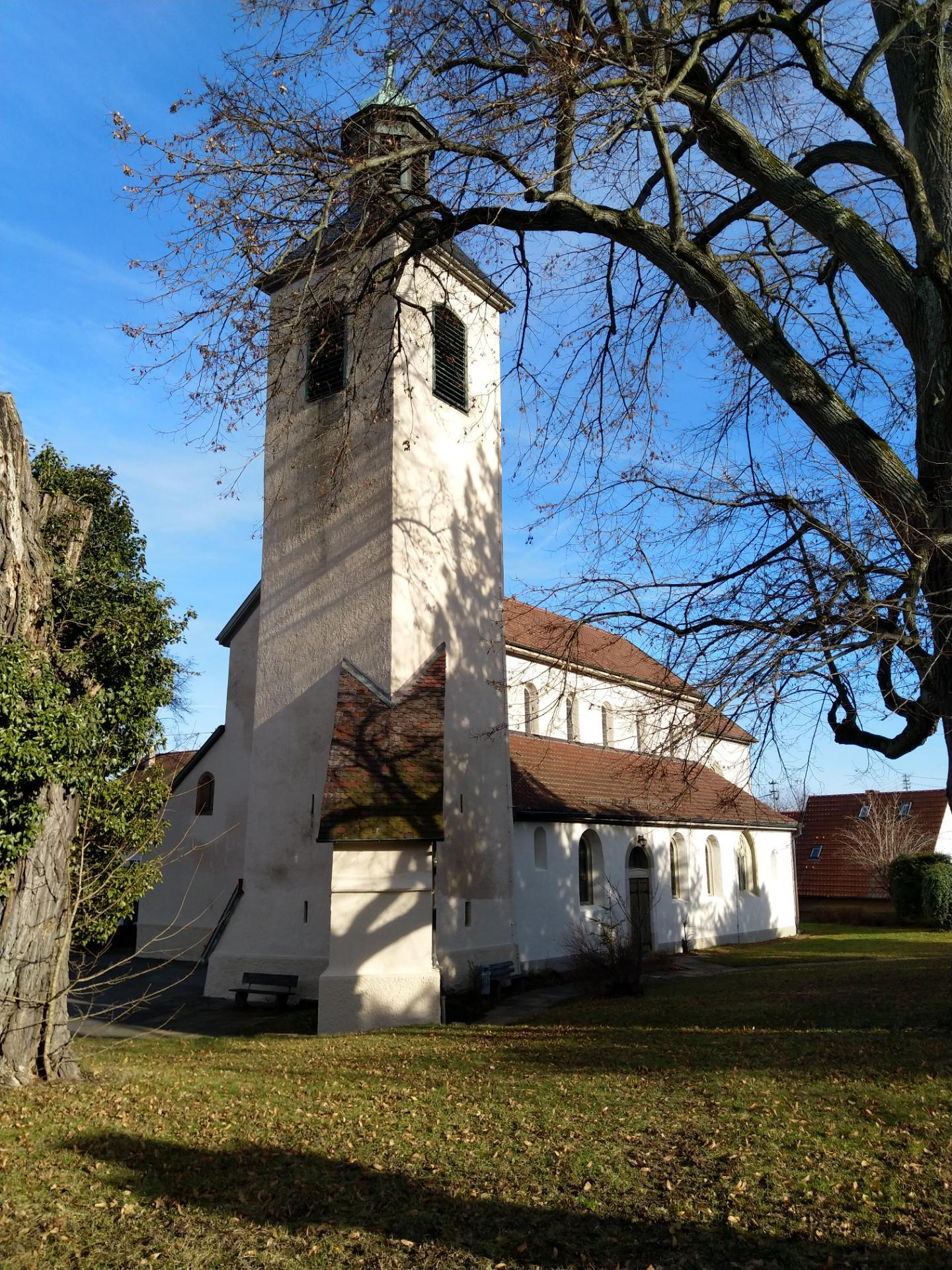
聖キリアクス教会

最も古い建物が、福音主義教区教会、聖キリアクス修道院教会である。この教会は、先行する少なくも2つの教会を経て12世紀に建設された三廊式ロマネスク様式の列柱バシリカで、最も古い部分は10世紀および11世紀に造られた。内陣の地下には先代の教会のクリプタが存在する。おそらくヴィーゼンシュタイクのキリアクス修道院に由来するこの教会堂の建設は、ホーエンシュタウフェン朝のローマ王コンラート3世の1090年生まれの姉ベルタ・フォン・ボルによって奨励された。彼女は後年未亡人としてこの町に住んだ。建築技術上の明快さが印象的なこの修道院教会は、村の住民の保護・防衛教会として用いられた。1902年に改修されたロマネスク様式の深い洗礼盤、ゴシック様式のトレサリー窓、北壁中央の柱に取り付けられた葡萄模様の階段手すり飾りや彩色豊かなバロック様式の音響天蓋がつけられた石製の説教壇などの彫刻作品は注目に値する。1902年の教会修復の際に、1889年にヤーコプ・グリューネンヴァルトがクアハウス・ボルのためにデザインした2枚のガラス絵（モーゼとキリスト）をこの修道院教会が所有することとなった。内陣のキリストの窓は1957年に有名なガラス画家ハンス・ゴットフリート・フォン・シュトックハウゼンの作品を公開するために取り外されたが、モーゼの窓は北の側廊に保持されている。

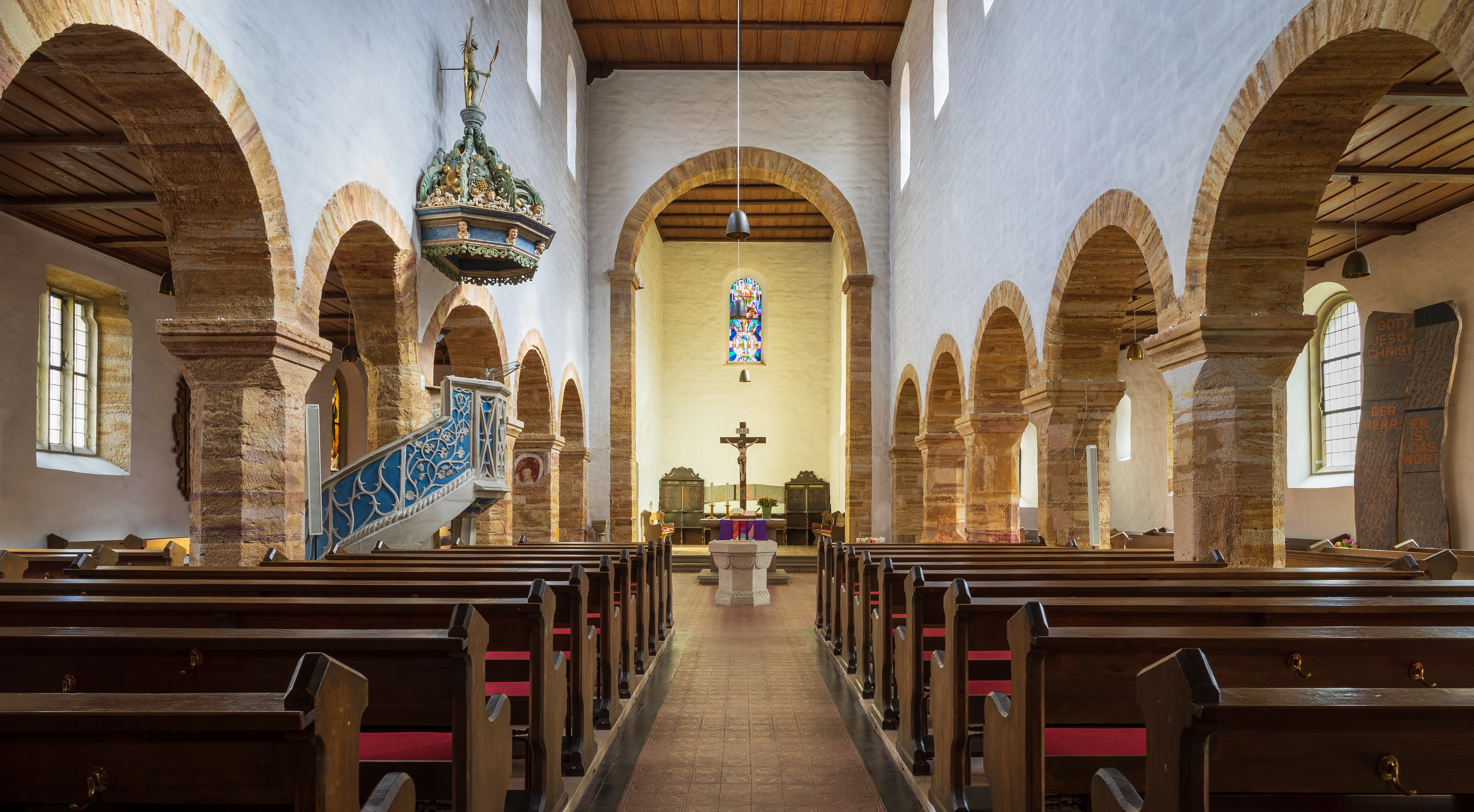
聖キリアクス教会の内部
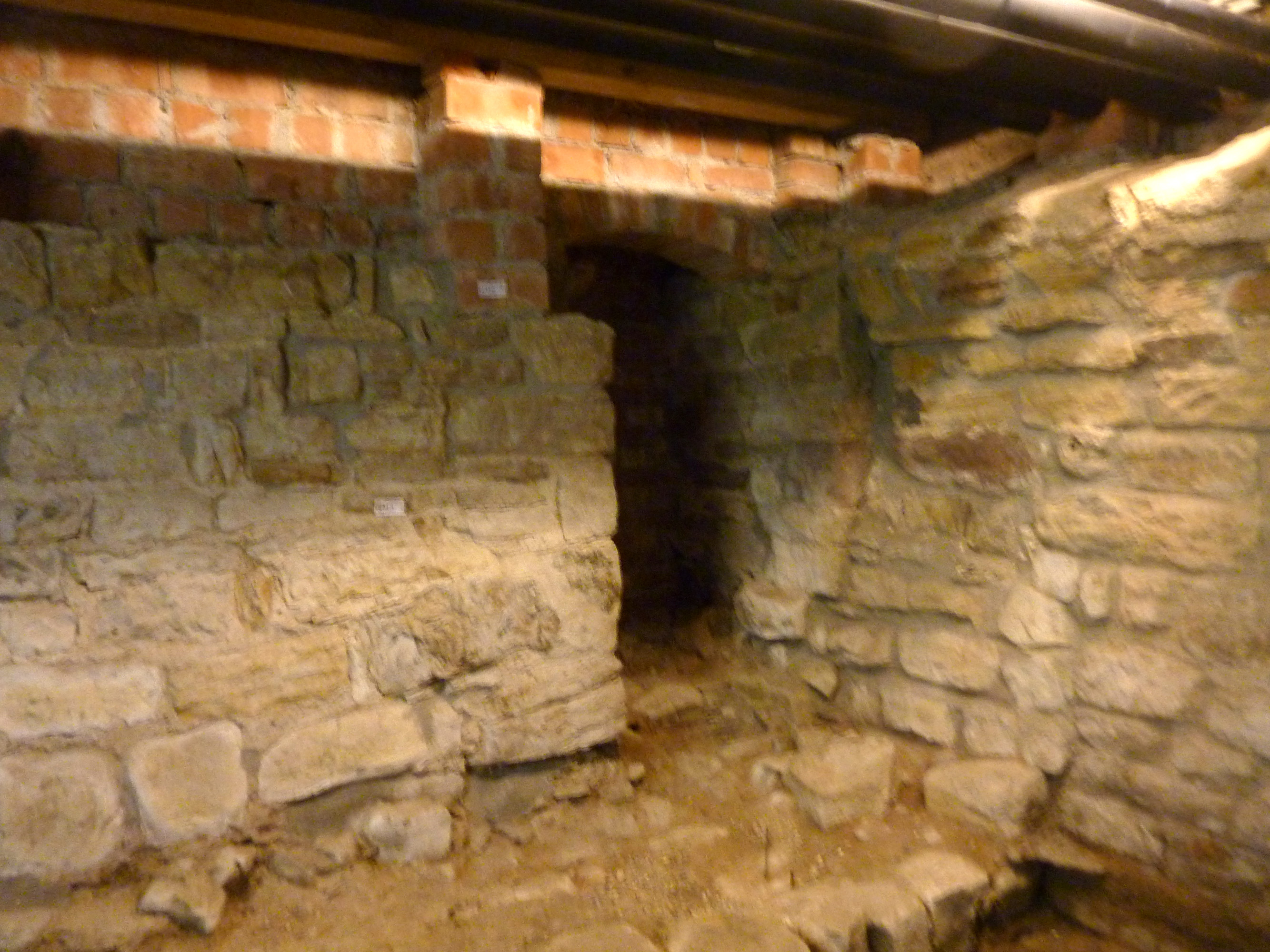
聖キリアクス教会のクリプタ

福音主義ゲッピンゲン教会管区に属す福音主義教会の他にカトリック教会がバート・ボルにある。バート・ボルは、ヘルンフートやザイストと並んで、モラヴィア兄弟団の Europäisch-Festländischen Provinz（直訳: 欧州祝典管区）の教会指導部所在地である。その施設は、クアハウスにある。その他に福音主義メソジスト教会や新使徒教会をはじめとする自由教会も存在する。

## 行政

### 行政連合
バート・ボルは、ラウム・バート・ボル自治体行政連合の本部所在地である。

### 首長
バート・ボルは緑の党の勢力下にあるが、町長を輩出したことはない。1996年からハンス＝ルディー・ビュールレ（無所属、FWV）が町長を務めている。彼は2020年10月4日の対立候補のいない町長選挙で 96.57 % の支持票を得てさらに8年の任期を獲得した。
前任者は、1984年から1996年までクラウス・パーヴェル (CDU)、1974年から1983年までハンス H. プファイファー (SPD) が務めた。

### 議会
バート・ボルの町議会は14議席からなる。町議会はこれらの選出された名誉職の議員と議長を務める町長で構成される。町長は町議会において投票権を有している。

### 紋章
図柄: 緑地。横たえられた黒いシカの角が描かれた銀の泉の水盤とそこから噴出する銀の水しぶき。
紋章の泉は、この町の硫黄泉を表している。そこに描かれたシカの角はヴュルテンベルクへの帰属を示す。この紋章は1961年1月25日に内務省の認可を得た。町の色は白 - 緑である。

### 姉妹自治体
- ヘルンフート（ドイツ、ザクセン州）[11]

## 文化と見所
町の中心に建つ福音主義聖キリアクス修道院教会は、元来の形が保持されている12世紀のロマネスク様式、三廊式、平天井の列柱バシリカである。作曲家のマックス・レーガーは1902年にここでエルザ・フォン・ベルッケンと結婚した。この教会は1977年にシュタウフェン街道の見所の1つとなった。
バート・ボル南東のコルンベルクに、かつてベルタ・フォン・ボルの隠居所があった旧ベルタブルクの防衛壕とされる窪みがある。
温泉採掘の際、バート・ボルでも化石が発見された。出土した化石は、たとえば町役場、レハクリニーク（クアハウス内）や学校といったバート・ボルの公共施設に一部が展示されている。ボルの化石はこの他にホルツマーデンのハウフ原始博物館やシュトゥットガルトのレーベントーア博物館でも見られる。
2000年からバートボルでは、ドイツ統一の日は商店が営業を行う日になっている。2005年には皇帝フリードリヒ1世バルバロッサによるこの町の最初の文献記録から850年を記念して、その伯母であるベルタ・フォン・ボルを讃える演劇作品「フラウ・ベルタ・アウフ・デム・ボレン」（直訳: ボルのベルタ夫人）が初演された。2010年からドイツ統一の日はベルタの日として祝われている。これを記念してボルの彫刻家アロイス・ヴィルトはベルタ柱を制作し、この年から毎年町役場近くに設置される。
修道院教会前に、マルクス・ヴォルフによって制作されたシュタウフェン柱が2013年10月3日に建立された。これは1155年のこの町の最初の記録とベルト・フォン・ボルを記念したものである。

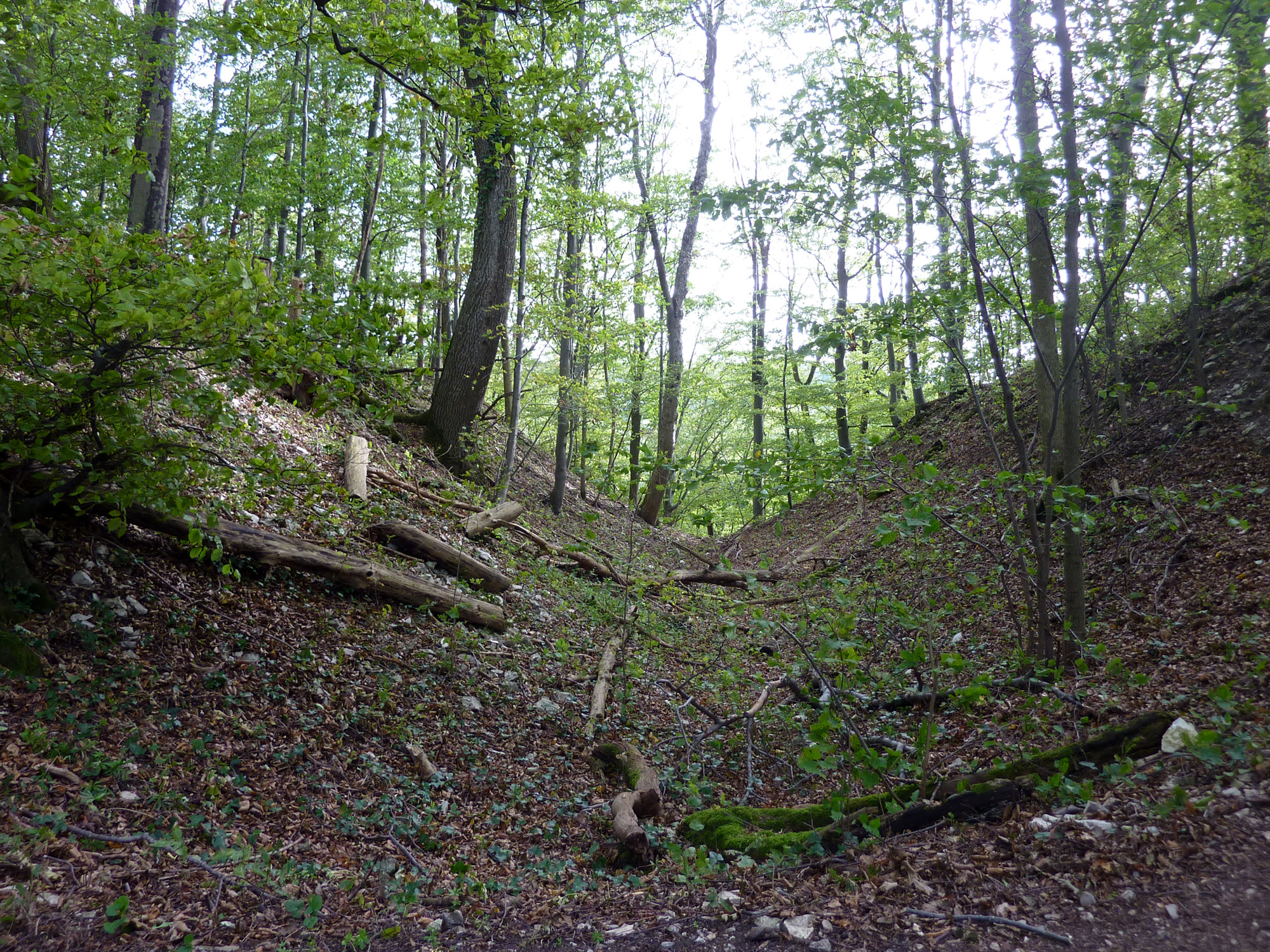
旧ベルタブルクの壕跡
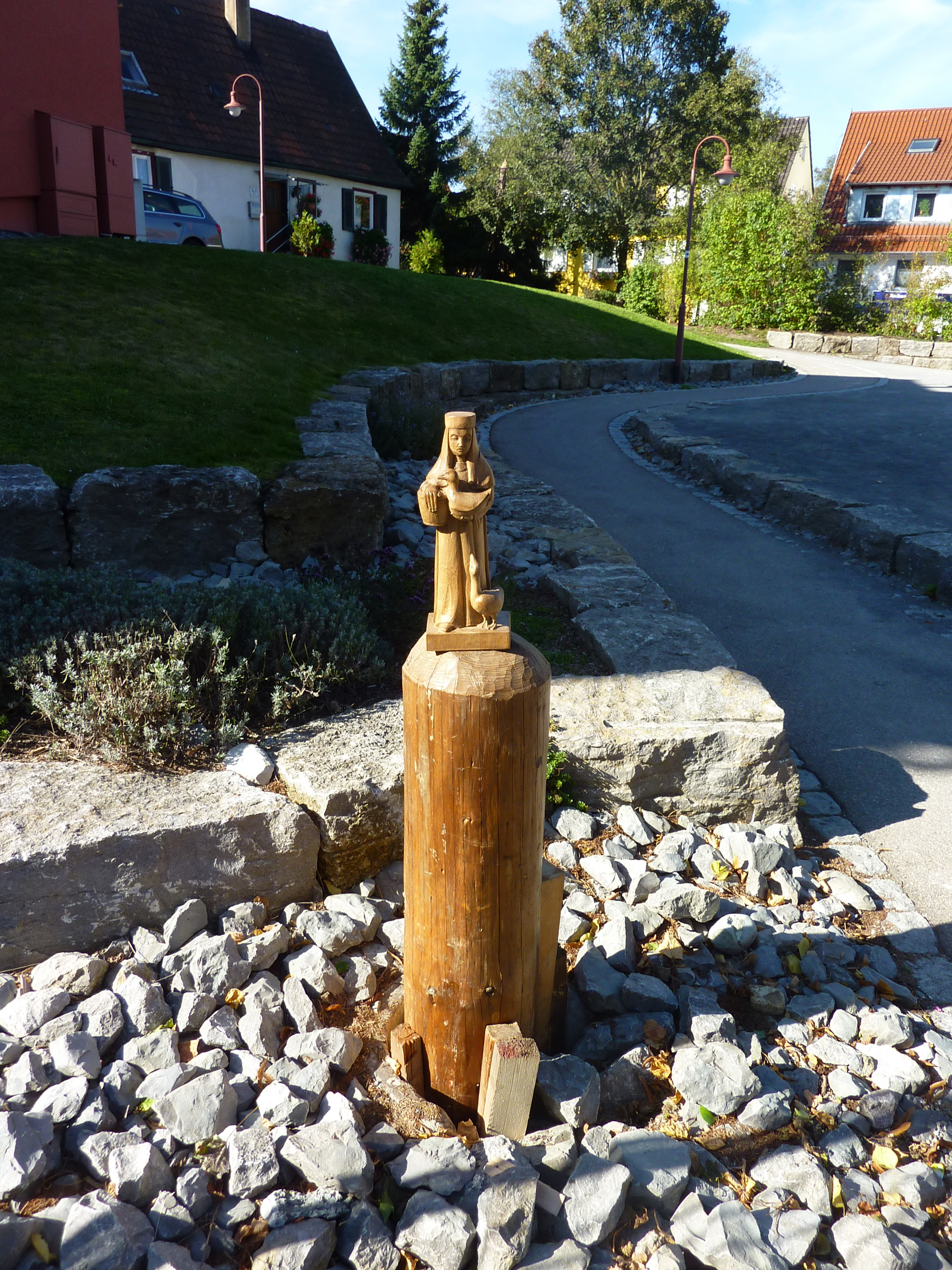
ベルタ柱
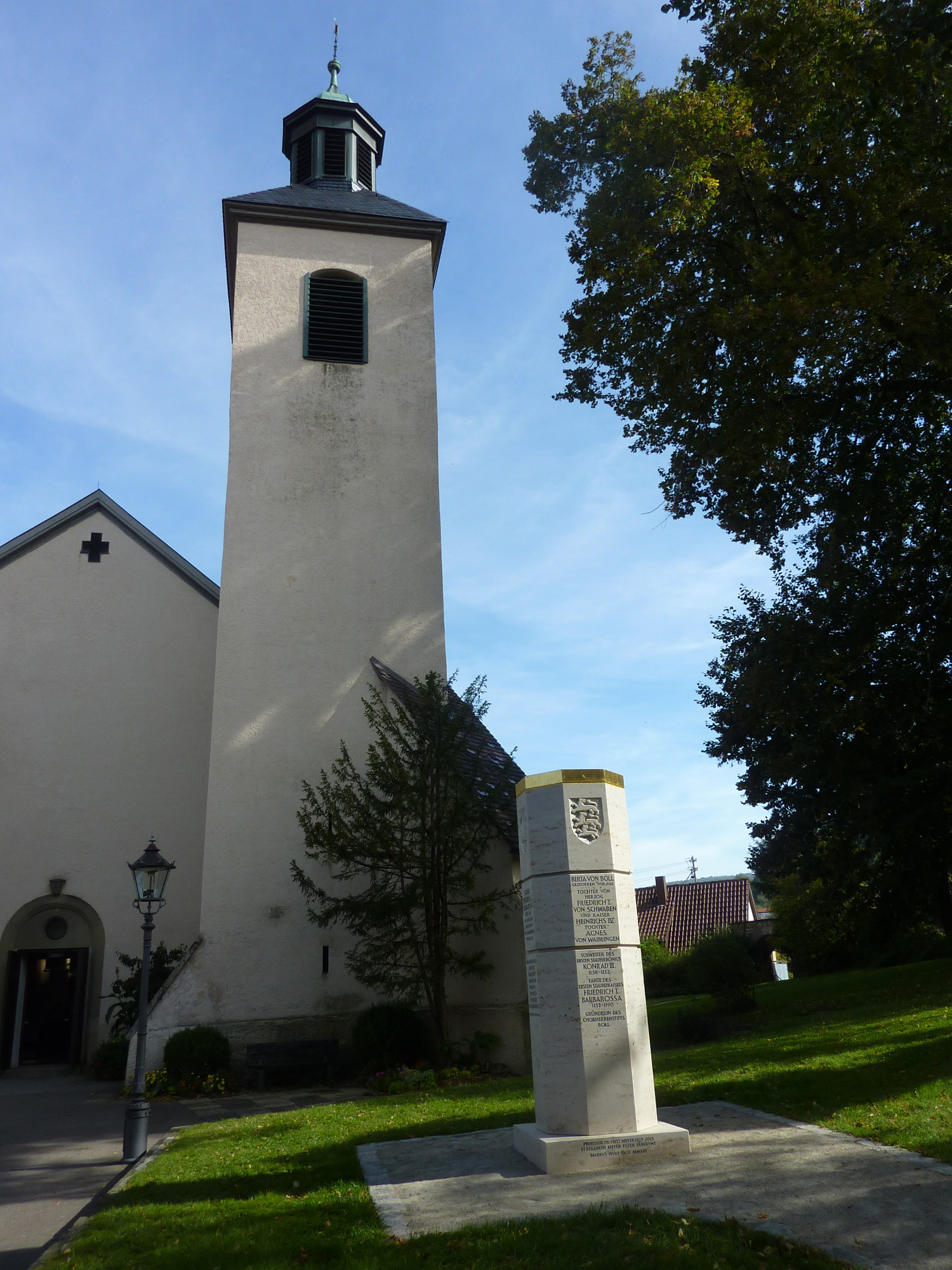
聖キリアクス修道院教会前のシュタウフェン柱

## 経済と社会資本

### 施設
バート・ボル地区にバート・ボル福音主義アカデミーがある。これはドイツで最初のもので、会議センターを併設している。これよりもさらに大きな会議センターがゼミナリス・ホテル・バート・ボルである。
クアハウス内には、温泉を利用したクアクリニーク（温泉療法）およびレハクリニーク（リハビリテーション施設）がある。町の南端の斜面には、3つの水槽と子供用の水浴びを持つ野外プールがある。
エックヴェルデン地区は、ルドルフ・ハウシュカが創設した化粧品・医薬品販売会社 ヴァラ・ハイルミッテル本社の所在地である。その他に多くの人智学の施設が存在する。

### ボル駅
ボル駅は、1926年5月30日に民衆祭とともに開業した。1980年代末までボルはフォアアルプ鉄道の終点であり、1時間ごとにゲッピンゲン駅との間を列車が往来していた。1989年に採算上の理由で営業が停止された。寄棟造り3階建てのかつての駅舎では現在ホテルが営業している。大規模な軌道施設、貨物の積み降ろし場、列車は2011年に撤去された。支援団体が交通の再開を訴えている。その他にレギオナルバーンへの統合計画も構想されている。

### 上水道
バート・ボルの町は、専ら目的連合ウーヒンゲン水供給グループ経由で飲料水を供給している。ウーヒンゲン水供給グループは1907年に自治体ウーヒンゲン、ファウルンダウ、イェーベンハウゼン、デュルナウ、ベツゲンリート、ボル、ハッテンホーフェン、シュパールヴィーゼン、アルバースハウゼン、シュリアーバッハによって設立された。ミスはウーヒンゲンとファウルンダウとの間で採取され、ここにポンプ場が建設された。現在この目的連合は、州の水供給団体から水を得ている。

### 自転車道と遊歩道
バート・ボルはボーデン湖からネルトリンゲンまでシュヴェービシェ・アルプ全域を通る広域自転車道「シュヴェービシェ・アルプ自転車道」に面している。町の高台をドイツで最も人気の自転車道の1つである「アルプシュタイク」（シュヴェービシェ・アルプ＝ノルトラント＝ヴェークあるいはHW1とも呼ばれる）が通っている。この自転車道はアルプの尾根沿いにドナウヴェルトからトゥットリンゲンまでを結んでいる。また、アーレン - トゥットリンゲン間を6つの区間で結ぶマウンテンバイクやグラーヴェル・バイク向けの自転車道アルプ＝クロッシングもある。

## 人物

### 出身者
- ロルフ＝ディーター・ホイアー（ドイツ語版、英語版）（1948年 - ）物理学者。
- マルティン・ゼンメルロッガー（ドイツ語版、英語版）（1955年 - ）俳優、声優。
- フィリップ・ロラー（ドイツ語版、英語版）（1994年 - ）サッカー選手。

### ゆかりの人物
- ヨハン・クリストフ・ブルームハルト（1805年 - 1880年）神学者。ボルで活動し、亡くなった。
- クリストフ・フリードリヒ・ブルームハルト（1842年 - 1919年）神学者。ボルで活動し、亡くなった。
- マックス・レーガー（1873年 - 1916年）作曲家、指揮者。1902年12月7日、ボルで結婚した。
- リヒャルト・ヴィルヘルム（ドイツ語版、英語版）（1873年 - 1930年）神学者、中国学者、易経研究者。幼少期をボルで過ごした。ボルに埋葬されている。
- マルグレート・ホーフハインツ＝デーリング（ドイツ語版、英語版）（1910年 - 1994年）画家、グラフィック作家。晩年をボルで過ごし、亡くなった。
- ベルンハルト・ケンパ（ドイツ語版、英語版）（1920年 - 2017年）ハンドボール選手、指導者。ボルに住んだ。

## 関連図書
- Rudolf Moser, ed (1844). “Gemeinde Boll”. Beschreibung des Oberamts Göppingen. Die Württembergischen Oberamtsbeschreibungen 1824–1886. Band 20. Stuttgart / Tübingen: Cotta’sche Verlagsbuchhandlung. pp. 162–169
- Gemeinde Boll; Klaus Pavel; Walter Ziegler (1988). Boll: Dorf und Bad an der Schwäbischen Alb. Weissenhorn
- Gemeinde Boll; Klaus Pavel (1995). Bad Boll: 1595–1995; vom herzoglichen Wunderbad zum Kurort. Weissenhorn
- Christa Maria Reinert (1993). In Boll, um Boll, und um Boll herum! Ein Heimatbuch der Gegenwart und Bild-Band. Eislingen/Fils: Dischner
- Walther Günther (1980). Bad Boll. Geschichte und Gegenwart. Stuttgart: Steinkopf. ISBN 978-3-7984-0382-6
- Eckhard Christof (1983). Heimatbuch Eckwälden: ein Streifzug durch die Jahrhunderte; 1933–1983; 50 Jahre Eckwälden bei Boll. Gemeinde Boll, Dorfgemeinschaft Eckwälden
- Claus Anshof (1981). Boll – Dürnau – Gammelshausen: drei Dörfer, eine Kirchengemeinde; die historische Entwicklung der katholischen Gemeinde. Boll